# Пам'ятник Ілоні Зріні
Пам'ятник Ілоні Зріні — пам'ятник княгині Ілоні Зріні та її сину Ференцу, знаходиться в замку Паланок у Мукачевому. Відкритий 2006 року. Матеріал — бронза.

## Історія створення
1997 року виконком Мукачівської міської ради ухвалив рішення про встановлення в замку Паланок скульптурної композиції «Ілона Зріні з дітьми». Її автором затверджено Василя Степановича Олашина. Підписано угоду, скульптор розпочав роботу над проектом і створив гіпсову модель у натуральну величину.
4 березня 1998 на засіданні художньої ради модель композиції Олашина затвердили. Її вже мали відвезти до Львова — щоб відлити у бронзі. Однак березневі вибори до парламенту та місцевих органів влади змінили ситуацію в місті. Мером Мукачевого став Віктор Балога, який відмовився виділити кошти на пам'ятник. На той час сума становила 46 535 гривень.
Автор подав до суду за порушення майнових, авторських та конституційних прав. 14 липня 2003 року Мукачівський міський суд ухвалив рішення «частково задовольнити позов Василя Олашина».
Згодом виконання пам'ятника доручили Петрові Матлу. Його проект відрізнявся від ідеї Олашина, зокрема тим, що Ілона Зріні стоїть тільки із сином (Ференц II Ракоці), тоді як у проекті Олашина вона була із сином і донькою.
27 березня 2006 року пам'ятник урочисто відкрито. На церемонії були присутні, серед інших, голова Закарпатської обласної державної адміністрації Олег Гаваші, громадсько-політичні діячі Ласло Брензович і Міклош Ковач та колишній прем'єр-міністр Угорщини Віктор Орбан.
Інші пам'ятки Мукачево докладніше: Пам'ятники Мукачева